# Was reif in diesen Zeilen steht

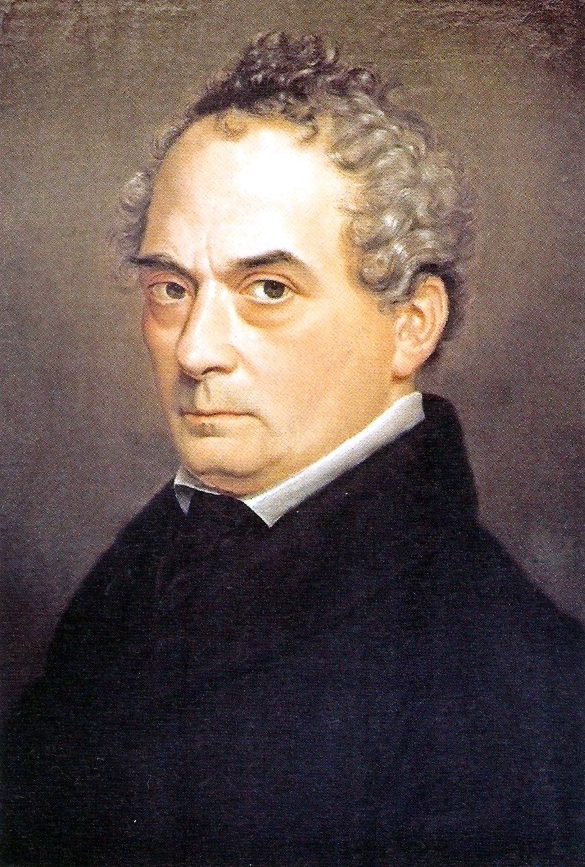
Clemens Brentano (nach 1833)

Was reif in diesen Zeilen steht ist ein Gedicht von Clemens Brentano. Es entstand um 1835 und erschien im November 1837 in der erweiterten Fassung des Gockelmärchens bei Schmerber in Frankfurt am Main. Darin hatte Brentano die Verse seiner Jugendliebe Marianne von Willemer gewidmet.
Enzensberger, der „Eingang“ als Titel des Gedichts aus den Schriften entnommen hat, macht Angaben zur langjährigen, labyrinthischen Entstehungsgeschichte dieses prosodisch einmaligen Denkmals der deutschen Sprache.

## Struktur
Das Gedicht besteht aus sechs jambischen Dreizeilern und einem Zweizeiler. Auf zwei Vierheber folgt ein dritter Vers mit nur drei Hebungen. Somit findet sich der im Minnesang übliche Bau des Liedes aus Auf- und Abgesang in diesem Dreizeiler wieder.
Das Gedicht schließt mit dem berühmten Zweizeiler „O Stern und Blume, …“.

## Wortlaut
Hebungen sind in der ersten Strophe kursiv gesetzt. Die Schreibung folgt Enzensberger.
Was reif in diesen Zeilen steht,
Was lächelnd winkt und sinnend fleht,
Das soll kein Kind betrüben,
Die Einfalt hat es ausgesäet,
Die Schwermuth hat hindurchgeweht,
Die Sehnsucht hat’s getrieben;
Und ist das Feld einst abgemäht,
Die Armuth durch die Stoppeln geht,
Sucht Aehren, die geblieben,
Sucht Lieb, die für sie untergeht,
Sucht Lieb, die mit ihr aufersteht,
Sucht Lieb, die sie kann lieben,
Und hat sie einsam und verschmäht
Die Nacht durch dankend in Gebet
Die Körner ausgerieben,
Liest sie, als früh der Hahn gekräht,
Was Lieb erhielt, was Leid verweht,
Ans Feldkreuz angeschrieben,
O Stern und Blume, Geist und Kleid,
Lieb, Leid und Zeit und Ewigkeit!

## Interpretation
Es liegen zahlreiche Untersuchungen vor. Mitunter lässt schon der Titel aufhorchen. Zum Beispiel hat Tunner ihre Arbeit mit „Die geheime heilige Geschichte des Herzens“ überschrieben. Die Autorin sieht das Gedicht als so etwas wie das lyrische Testament Brentanos an und nimmt das „reif“ im ersten Vers als formvollendet. Im Ton heiter und nachdenklich zugleich appelliere Brentano sowohl an die Sinne als auch an den Geist des Lesers. Mit dem beschworenen Bild vom Kinde sei letztendlich Gotteskindschaft gemeint in dem Sinne: Im Gegensatz zum Sentimentalischen propagiere Brentano das Naive. Der Romantiker Brentano glaube an die kreative Kraft der Sehnsucht. Demnach gipfele das dreigeteilte Gedicht, nach der aufgegangenen Saat als Schwermut in Sehnsucht. Die Quintessenz: Erlöst werde, der suche. Im Übrigen habe dem späten Brentano nichts an Verständlichkeit gelegen. Der Leser müsse mit dem Gedicht selbst ins Reine kommen.

## Rezeption
- Walter Benjamin, Deutsche Menschen, Frankfurter Zeitung 1931f., Einleitung zum Brief Wilhelm Grimm an Jenny von Droste-Hülshoff, 9. Januar 1825 (GS Bd. 10, IV 1, S. 198).
- Die letzten beiden Verse des Gedichts widerspiegelten den Urgrund alles menschlichen Seins zwischen Himmel und Erde.[10]
- Mit „Sprachmusik“ werde in dem Gedicht „Unbildliches“ artikuliert – ein Ausweis für die Berechtigung der Poesie.[11]
- Riley[12], Schultz[13] und Tunner[14] nennen weiter führende Untersuchungen: K. Togawa (1966), A. Bennholdt-Thommsen (Bonn 1967), Maria Schmidt-Ihms (Acta Germanica 3,1968, S. 153–165), Elisabeth Stopp (Modern Language Review 67, 1972, S. 95–117), G.-K. Kaltenbrunner (1978), Ricarda Winterswyl (Blätter für die Deutschlehrer 24, 1980, S. 33–38), Grete Lübbe-Grothues (Jahrbuch des Freien Deutschen Hochstifts 1982, S. 262–276) und das Buch Emil Staigers (Die Zeit als Einbildungskraft des Dichters, Zürich 1939).